# Pauselijke Academie voor de Wetenschappen

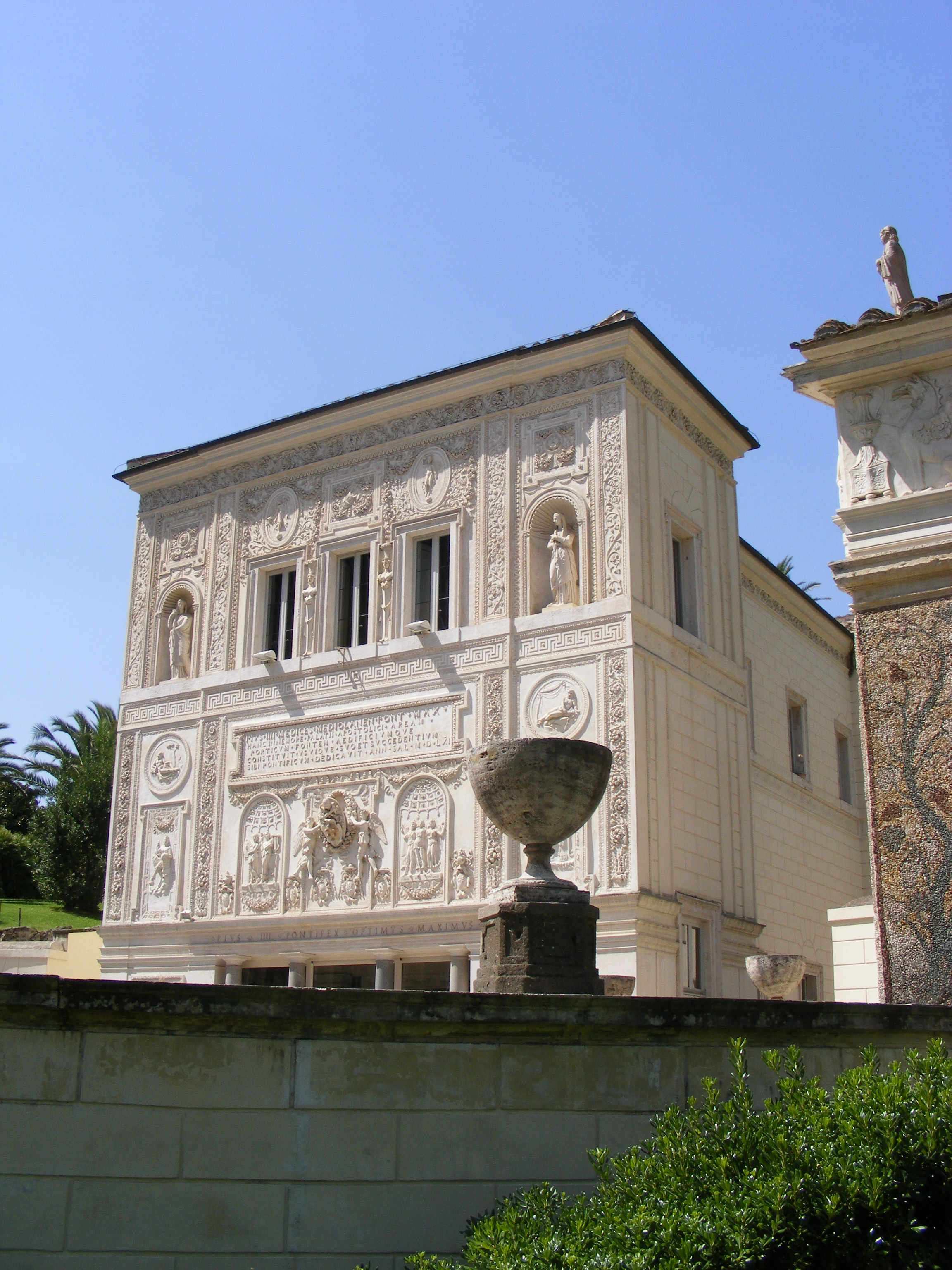
Maniëristisch front van de Casina Pio IV

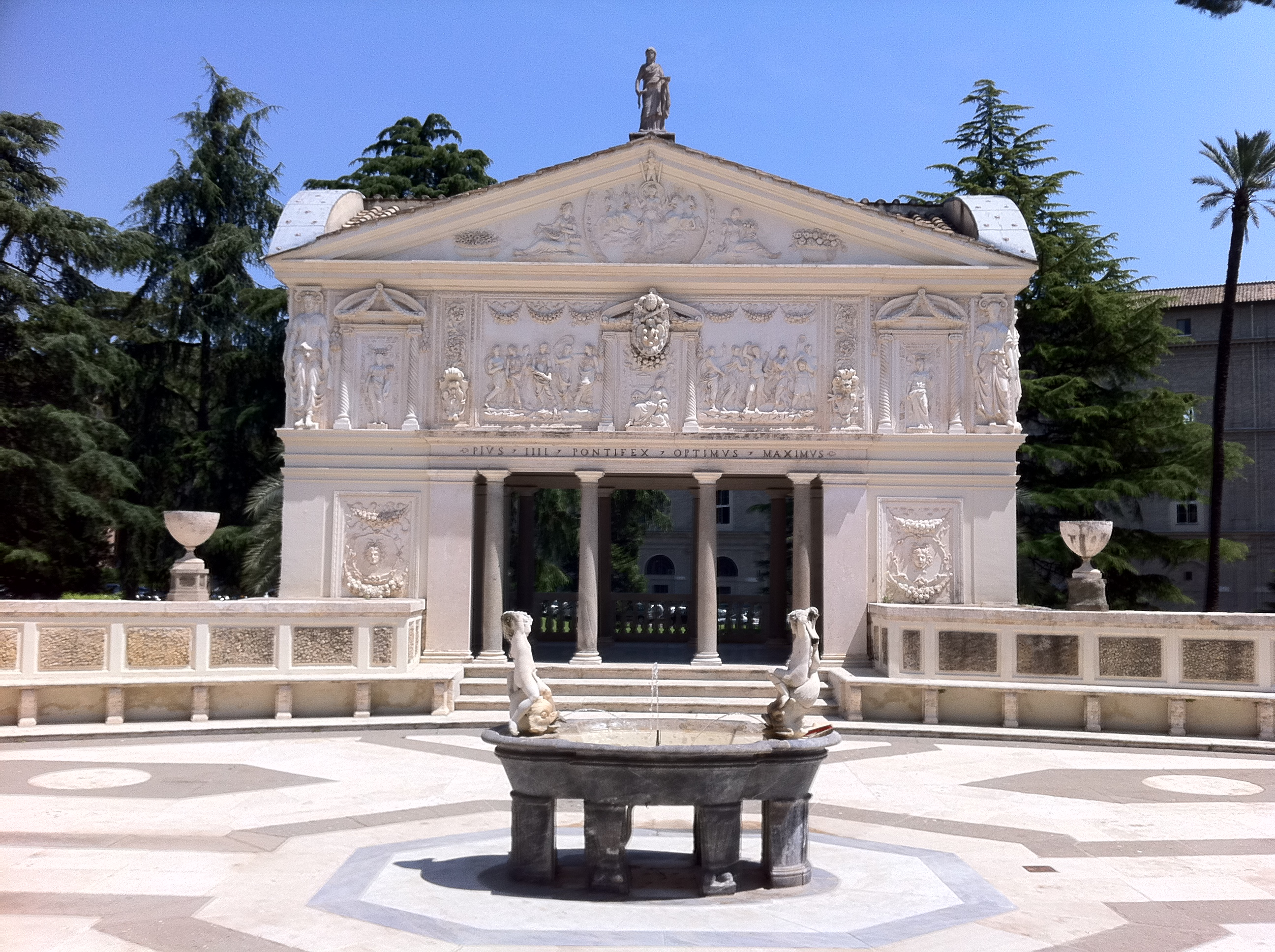

De  Pauselijke Academie van Wetenschappen is een onderdeel van de Romeinse Curie en werd onder zijn huidige naam door paus Pius XI opgericht in 1936, maar gaat terug tot de Accademia dei Lincei die in 1603 tijdens het pontificaat van paus Clemens VIII door Federico Cesi (1585-1630) werd opgericht. Galileo Galilei was er de voorzitter van. De academie staat onder auspiciën van de Romeinse Curie.
De Academie beoogt de studie van de wiskunde, fysica en natuurwetenschappen en de epistomologische vraagstukken die daarmee verband houden, te bevorderen. De hoofdzetel is gevestigd in de Casina Pio IV in het hart van de Vaticaanse tuinen.
Sinds 21 juni 2017 is Joachim von Braun president van de Academie.

## Leden van de Academie
Huidige gewone leden
| - Werner Arber - David Baltimore - Antonio M. Battro - Gary Becker - Daniel A. Bekoe - Paul Berg - Enrico Berti - Günter Blobel - Thierry Boon-Falleur - Luís A. Caffarelli - Luigi Luca Cavalli-Sforza - Aaron J. Ciechanover - Claude Cohen-Tannoudji - Francis S. Collins - Bernardo M. Colombo - Suzanne Cory - Paul Crutzen - Stanislas Dehaene - Christian de Duve | - Edward M. De Robertis - Manfred Eigen - Gerhard Ertl - Albert Eschenmoser - Antonio García-Bellido - Takashi Gojobori - Theodor Hänsch - Stephen W. Hawking - Michał Heller - Raymond Hide - Fotis C. Kafatos - Krishnaswamy Kasturirangan - Vladimir Keilis-Borok - Klaus von Klitzing - Nicole Marthe Le Douarin - Tsung-Dao Lee - Yuan Lee - Jean-Marie Lehn - Pierre J. Léna | - Rita Levi-Montalcini - Félix Malu wa Kalenga - Yuri Ivanovich Manin - Mambillikalathil Govind Kumar Menon - Beatrice Mintz - Jürgen Mittelstrass - Mario J. Molina - Rudolf Muradian - Joseph Murray - Sergej Petrovič Novikov - Ryoji Noyori - Czeslaw Olech - William Daniel Phillips - John Polanyi - Ingo Potrykus - Frank Press - Yves Quéré - Veerabhadran Ramanathan - Chintamani Nagesa Ramachandra Rao | - Peter Raven - Martin J. Rees - Alexander Rich - Ignacio Rodríguez-Iturbe - Carlo Rubbia - Vera Rubin - Roald Z. Sagdeev - Michael Sela - Maxine F. Singer - Wolf J. Singer - Govind Swarup - Andrzej Szczeklik - Walter E. Thirring - Charles Townes - Hans Tuppy - Rafael Vicuña - Edward Witten - Chen Ning Yang - Ahmed H. Zewail - Antonino Zichichi |

Huidige ereleden
- Georges M.M. Cottier
- Jean-Michel Maldamé

Huidige leden perdurante munere
- José G. Funes
- Sergio B. Pagano
- Cesare Pasini
- Marcelo Sánchez Sorondo

## Leden-Nobelprijswinnaars
De Academie heeft in haar geschiedenis vele Nobelprijswinnaars onder haar leden gekend, onder wie:
| - Ernest Rutherford (Scheikunde, 1908) - Guglielmo Marconi (Fysica, 1909) - Alexis Carrel (Geneeskunde, 1912) - Max von Laue (Fysica, 1914) - Max Planck (Fysica, 1918) - Niels Bohr (Fysica, 1922) - Werner Heisenberg (Fysica, 1932) - Paul Dirac (Fysica, 1933) - Erwin Schrödinger (Fysica, 1933) - Peter Debye (Scheikunde, 1936) | - Otto Hahn (Scheikunde, 1944) - Alexander Fleming (Geneeskunde, 1945) - Chen Ning Yang en Tsung-Dao Lee (Fysica, 1957) - Joshua Lederberg (Geneeskunde, 1958) - Rudolf Mössbauer (Fysica, 1961) - Max Perutz (Scheikunde, 1962) - John Eccles (Geneeskunde, 1963) - Charles Townes (Fysica, 1964) - Manfred Eigen en George Porter (Scheikunde, 1967) - Har Gobind Khorana en Marshall Warren Nirenberg (Geneeskunde, 1968) - Christian de Duve (Geneeskunde, 1974) - George Emil Palade (Geneeskunde, 1974) | - David Baltimore (Geneeskunde, 1975) - Aage Bohr (Fysica, 1975) - Abdus Salam (Fysica, 1979) - Paul Berg (Scheikunde, 1980) - Kai Manne Börje Siegbahn (Fysica, 1981) - Sune Karl Bergström (Geneeskunde, 1982) - Carlo Rubbia (Fysica, 1984) - Klaus von Klitzing (Fysica, 1985) - Rita Levi-Montalcini (Geneeskunde, 1986) - John Polanyi (Scheikunde, 1986) - Yuan Lee (Scheikunde, 1986) | - Jean-Marie Lehn (Scheikunde, 1987) - Joseph Murray (Geneeskunde, 1990) - Gary Becker (Economie, 1992) - Paul Crutzen en Mario J. Molina (Scheikunde, 1995) - Claude Cohen-Tannoudji (Fysica, 1997) - Ahmed H. Zewail (Geneeskunde, 1999) - Günter Blobel (Geneeskunde, 1999) - Ryoji Noyori (Scheikunde, 2001) - Aaron Ciechanover (Scheikunde, 2004) |

Andere bekende leden zijn Pater Agostino Gemelli (1878-1959), stichter van de Università Cattolica del Sacro Cuore en voorzitter van de Academie na de heroprichting tot 1959, en Georges Lemaître (1894-1966), een van de grondleggers van de moderne kosmologie die voorzitter was van 1960 tot 1966, en de Braziliaanse neuroloog Carlos Chagas Filho.
Op het ogenblik van de Verklaring van paus Johannes Paulus II over de evolutie in oktober 1996 waren 26 van de 80 leden van de academie (bijna één derde) Nobelprijswinnaars.

### Overige
- (en) De Pauselijke Academie van Wetenschappen, website op www.vatican.va
- (en) Boodschap aan de Pauselijke Academie voor de Wetenschappen over Evolutie door paus Johannes Paulus II, 22 oktober 1996
- (en) Geschiedenis met enkele afbeeldingen
- Photo Gallery[dode link]